# Мария, Татьяна
Татьяна Мария (нем. Tatjana Maria, урождённая Малек (нем. Malek); родилась 8 августа 1987 года в Бад-Заульгау, ФРГ) — немецкая теннисистка; полуфиналистка одного турнира Большого шлема в одиночном разряде (Уимблдон-2022); победительница восьми турниров WTA (из них четыре в одиночном разряде); победитель United Cup (2024) в составе сборной Германии (запасной игрок).

## Общая информация
Татьяна — одна из трёх детей Маргит и Хайнриха Малек; также у немки есть два брата — Даниэль и Маттиас (оба также играют в теннис). В начале апреля 2013 года Татьяна вышла замуж за своего тогдашнего тренера и французского теннисиста Шарля-Эдуара Мария и сменила фамилию. В декабре того же года у пары родился первенец — дочь Шарлотта.
Немка впервые пришла в теннис в четыре года: при содействии родителей.
В марте 2008 года у Татьяны была диагностирована лёгочная эмболия. Лечение и восстановление заняли 5,5 месяцев.

## Спортивная карьера
Первый титул из цикла ITF Малек выиграла в 2003 году в парном разряде. Также в парах она дебютировала в основных соревнованиях WTA-тура в мае 2005 года, сыграв на турнире в Берлине. В июле 2006 года Татьяна сыграла первый матч в составе сборной Германии в розыгрыше Кубка Федерации. В том же месяце она взяла первый одиночный приз на турнирах из цикла ITF. В октябре Малек впервые попала в основную сетку в одиночном разряде WTA-тура, пройдя через квалификацию на турнир в Люксембурге. В мае 2007 года она впервые поднимается в топ-100 одиночного рейтинга. Дебют на турнирах серии Большого шлема состоялся для немки в июне 2007 года на Уимблдонском турнире. В октябре того же года Малек выиграла 100-тысяник ITF в Братиславе, обыграв в финале молодую Петру Квитову.
За весь сезон 2008 года Малек выиграла один титул ITF в ноябре на 50-тысячнике в Исманинге. В апреле 2009 года на грунтовом турнире WTA в Барселоне она смогла выйти в четвертьфинал. В мае Татьяна побеждает ещё на одном 50-тысячнике ITF в Макарске. В июле Малек смогла выйти в свой дебютный финал турнира WTA в парном разряде. Произошло это на турнире в Бадгастайне, где она выступала в дуэте с Андреей Петкович. В августе Татьяне удалось выиграть 100-тысячник ITF в Бронксе.
В феврале 2010 Малек вышла в четвертьфинал турнира в Паттайе, а в апреле в Марбелье. Первый титул на турнирах WTA она завоевала наконец в возрасте 25 лет в сентябре 2012 года в парном разряде турнира в Квебеке в альянсе с Кристиной Младенович. Через два года в сентябре 2014 года, уже сменившая фамилию, Мария вышла в Квебеке в четвертьфинал в одиночном разряде. В октябре того же года в дуэте с Ларой Арруабарреной она вышла в парный финал турнира в Осаке.
В 2015 году Мария возвращается в первую сотню мирового рейтинга. В феврале она выиграла 100-тысячник ITF в Мидленде. Летом на Уимблдонском турнире она впервые в карьере вышла в третий раунд на Большом шлеме. В июле в партнёрстве с украинской теннисисткой Ольгой Савчук Татьяна вышла в парный финал в Бостаде. Осенью немка выиграла 50-тысячник ITF в Торонто. Совместно с Ларой Арруабарреной она выиграла свой второй парный титул WTA в апреле 2016 года на грунтовом турнире в Боготе. В том же месяце в альянсе с Йоаной Ралукой Олару она вышла в парный финал в Рабате.
В феврале 2017 года Мария взяла титул на 100-тысянике ITF в Мидленде. В начале мая она вышла в четвертьфинала турнира WTA в Рабате. В июне она выиграла ещё один 100-тысячник ITF на траве в Саутси. В июле она вышла в 1/4 финала в Бухаресте. В сентябре её удалось выйти в полуфинал турнира в Квебеке. В октябре она вышла ещё в один четвертьфинал на турнире в Линце. К ноябрю Мария достигла 46-го места в одиночной классификации.
В начале марта немецкая теннисистка выиграла парные соревнования в Акапулько в дуэте с Хезер Уотсон.
В июне 2018 года выиграла титул WTA на турнире в Мальорке (Испания), где в финале одолела Анастасию Севастову из Латвии в двух сетах: 6-4 7-5. По ходу турнира она обыграла Анетт Контавейт, Люси Шафаржову и Софию Кенин.
На Открытом чемпионате США 2019 года проиграла в первом раунде Кайе Канепи в упорном трёхсетовом поединке.
На Открытом чемпионате Австралии 2022 года Мария проиграла в первом же матче восьмой ракетке мира Марии Саккари из Греции (4-6 6-7).
В апреле 2022 года Мария выиграла турнир WTA 250 в Колумбии, начав с квалификации и победив в финале Лауру Пигосси из Бразилии (6-3 4-6 6-2), которая также начала турнир с квалификации. В семи матчах турнира Мария проиграла только два сета. Это была вторая в карьере и первая с 2018 года победа Марии на турнирах уровня WTA.
До Уимблдона 2022 года Татьяна Мария 34 раза играла в основной сетке турниров Большого шлема и только один раз сумела дойти до третьего круга — на Уимблдоне 2015 года. При этом 22 из 34 раз она вылетала в первом круге и ещё 11 раз — во втором. На Уимблдонском турнире 2022 года 34-летняя Мария, будучи 107-й ракеткой мира на момент жеребьёвки, получила прямой допуск в основную сетку из-за неучастия в турнире российских и белорусских теннисисток и сенсационно дошла до 1/4 финала, обыграв трёх сеянных теннисисток — Сорану Кырстю, Марию Саккари (пятую ракетку мира) и Алёну Остапенко. При этом в последних 8 турнирах Большого шлема, в которых Мария участвовала до Уимблдона 2022 года, она неизменно вылетала в первом круге (последний раз она выиграла матч на турнире Большого шлема в США в 2018 году). В четвертьфинале Мария обыграла немку Юле Нимайер (4-6 6-2 7-5) и вышла в полуфинал. В полуфинале Мария уступила второй ракетке мира Унс Джабир (6-2 3-6 1-6).
В конце августа 2022 года дошла до четвертьфинала турнира WTA 250 на харде в канадском Грэнби. На Открытом чемпионате США Мария в первом круге проиграла третьей ракетке мира Марии Саккари (4-6 6-3 0-6), с которой она встретилась на третьем турнире Большого шлема за сезон.
Всего на 8 турнирах Большого шлема после Уимблдона 2022 года Мария сумела выиграть только один матч, проиграв восемь.

## Итоговое место в рейтинге WTA по годам
| Год  | Одиночный рейтинг | Парный рейтинг |
| 2024 | 101               | 1040           |
| 2023 | 57                | 307            |
| 2022 | 68                | 542            |
| 2021 | 279               | 309            |
| 2020 | 109               | 165            |
| 2019 | 90                | 163            |
| 2018 | 79                | 87             |
| 2017 | 46                | 206            |
| 2016 | 126               | 63             |
| 2015 | 68                | 80             |
| 2014 | 214               | 107            |
| 2013 | 258               | 131            |
| 2012 | 112               | 80             |
| 2011 | 191               | 138            |
| 2010 | 137               | 101            |
| 2009 | 68                | 87             |
| 2008 | 272               | 372            |
| 2007 | 88                | 121            |
| 2006 | 146               | 245            |
| 2005 | 284               | 371            |
| 2004 | 552               | 560            |
| 2003 | 651               |                |

## Выступления на турнирах

### Финалы турнировWTAв одиночном разряде (4)

#### Победы (4)
| Легенда:                                   |
| ------------------------------------------ |
| Турниры Большого шлема (0)*                |
| Олимпиада (0)                              |
| Итоговый турнир WTA (0)                    |
| Premier Mandatory / WTA 1000 Mandatory (0) |
| Premier 5 / WTA 1000 (0)                   |
| Premier / WTA 500 (1)                      |
| International / WTA 250 (3+4)              |

| Титулы по покрытиям | Титулы по месту проведения матчей турнира |
| ------------------- | ----------------------------------------- |
| Хард (0+3)*         | Зал (0+1)                                 |
| Грунт (2+1)         | Зал (0+1)                                 |
| Трава (2)           | Открытый воздух (4+3)                     |
| Ковёр (0)           | Открытый воздух (4+3)                     |

* количество побед в одиночном разряде + количество побед в парном разряде.
| №  | Дата           | Турнир                 | Покрытие | Соперница в финале  | Счёт        |
| 1. | 24 июня 2018   | Мальорка, Испания      | Трава    | Анастасия Севастова | 6-4 7-5     |
| 2. | 10 апреля 2022 | Богота, Колумбия       | Грунт    | Лаура Пигосси       | 6-3 4-6 6-2 |
| 3. | 9 апреля 2023  | Богота, Колумбия (2)   | Грунт    | Пейтон Стернс       | 6-3 2-6 6-4 |
| 4. | 15 июня 2025   | Лондон, Великобритания | Трава    | Аманда Анисимова    | 6-3 6-4     |

### Финалы турнировWTA 125иITFв одиночном разряде (38)

#### Победы (20)
| Легенда:                    |
| --------------------------- |
| WTA 125 (1)*                |
| 100.000 USD (6)             |
| 80.000 (75.000**) USD (0)   |
| 60.000 (50.000**) USD (5+5) |
| 40.000 USD (1)              |
| 25.000 USD (6+9)            |
| 15.000 (10.000**) USD (1+1) |

** призовой фонд до 2017 года
| Титулы по покрытиям | Титулы по месту проведения матчей турнира |
| ------------------- | ----------------------------------------- |
| Хард (14+5)*        | Зал (7+3)                                 |
| Грунт (3+8)         | Зал (7+3)                                 |
| Трава (2+1)         | Открытый воздух (13+12)                   |
| Ковёр (1+1)         | Открытый воздух (13+12)                   |

* количество побед в одиночном разряде + количество побед в парном разряде.
| №   | Дата            | Турнир                 | Покрытие    | Соперница в финале | Счёт           |
| 1.  | 30 июля 2006    | Ле-Контамин, Франция   | Хард        | Сандра Заглавова   | 6-3 6-4        |
| 2.  | 13 августа 2006 | Хехинген, Германия     | Грунт       | Магда Михалаке     | 6-2 6-3        |
| 3.  | 28 октября 2007 | Братислава, Словакия   | Хард (зал)  | Петра Квитова      | 6-2 7-6(7)     |
| 4.  | 9 ноября 2008   | Исманинг, Германия     | Ковёр (зал) | Кристина Барруа    | 6-2 6-3        |
| 5.  | 15 февраля 2009 | Стокгольм, Швеция      | Хард (зал)  | Анико Капрош       | 6-3 6-2        |
| 6.  | 2 мая 2009      | Макарска, Хорватия     | Грунт       | Симона Халеп       | 6-1 4-6 6-4    |
| 7.  | 29 августа 2009 | Бронкс, США            | Хард        | Кристина Барруа    | 6-1 6-4        |
| 8.  | 7 августа 2011  | Хехинген, Германия     | Грунт       | Сара Гронерт       | 6-3 6-4        |
| 9.  | 3 августа 2014  | Форт-Уэрт, США         | Хард        | Хейли Картер       | 6-1 6-1        |
| 10. | 19 октября 2014 | Макинохара, Япония     | Трава       | Сюко Аояма         | 6-1 6-2        |
| 11. | 14 декабря 2014 | Мерида, Мексика        | Хард        | Виктория Родригес  | 6-0 6-3        |
| 12. | 8 февраля 2015  | Мидленд, США           | Хард (зал)  | Луиза Чирико       | 6-2 6-0        |
| 13. | 1 ноября 2015   | Торонто, Канада        | Хард (зал)  | Йована Якшич       | 6-3 6-2        |
| 14. | 5 февраля 2017  | Мидленд, США           | Хард (зал)  | Наоми Броуди       | 6-4 6-7(6) 6-4 |
| 15. | 30 июня 2017    | Саутси, Великобритания | Трава       | Ирина-Камелия Бегу | 6-2 6-2        |
| 16. | 6 февраля 2022  | Рим, Италия            | Хард (зал)  | Алисия Паркс       | 6-4 4-6 6-2    |
| 17. | 29 января 2023  | Пуна, Индия            | Хард        | Нигина Абдураимова | 6-1 6-1        |
| 18. | 20 августа 2023 | Барранкилья, Колумбия  | Хард        | Фиона Ферро        | 6-1 6-2        |
| 19. | 1 декабря 2024  | Трнава, Словакия       | Хард (зал)  | Джоди Бёррэдж      | 6-4 6-1        |
| 20. | 26 января 2025  | Бангалор, Индия        | Хард        | Леолия Жанжан      | 6-7(0) 6-3 6-4 |

#### Поражения (18)
| №   | Дата             | Турнир                    | Покрытие    | Соперница в финале | Счёт           |
| 1.  | 26 февраля 2006  | Биберах-на-Рисе, Германия | Хард (зал)  | Кристина Барруа    | 4-6 7-5 6-7(5) |
| 2.  | 25 июня 2006     | Давос, Швейцария          | Грунт       | Сандра Мартинович  | 6-1 4-6 2-6    |
| 3.  | 17 сентября 2006 | Гливице, Польша           | Грунт       | Сандра Заглавова   | 4-6 0-6        |
| 4.  | 29 октября 2006  | Стамбул, Турция           | Хард (зал)  | Каролина Возняцки  | 2-6 1-6        |
| 5.  | 29 апреля 2007   | Кань-сюр-Мер, Франция     | Грунт       | Тимея Бачински     | 4-6 1-6        |
| 6.  | 31 июля 2011     | Бад-Заульгау, Германия    | Грунт       | Иоана-Ралука Олару | 6-3 3-6 5-7    |
| 7.  | 2 октября 2011   | Клермон-Ферран, Франция   | Хард (зал)  | Андреа Главачкова  | 4-6 6-0 6-7(6) |
| 8.  | 8 апреля 2012    | Тессендерло, Бельгия      | Грунт (зал) | Марина Заневская   | 2-6 2-6        |
| 9.  | 17 июня 2012     | Ноттингем, Великобритания | Трава       | Эшли Барти         | 1-6 1-6        |
| 10. | 30 сентября 2012 | Клермон-Ферран, Франция   | Хард (зал)  | Штефани Фёгеле     | 4-6 1-6        |
| 11. | 10 мая 2015      | Кань-сюр-Мер, Франция     | Грунт       | Карина Виттхёфт    | 5-7 1-6        |
| 12. | 11 июня 2017     | Марсель, Франция          | Грунт       | Жасмин Паолини     | 4-6 6-2 1-6    |
| 13. | 16 июля 2017     | Контрексевиль, Франция    | Грунт       | Юханна Ларссон     | 1-6 4-6        |
| 14. | 25 июня 2023     | Гайба, Италия             | Трава       | Эшлин Крюгер       | 6-3 4-6 5-7    |
| 15. | 9 июня 2024      | Сербитон, Великобритания  | Трава       | Алисон ван Эйтванк | 7-6(5) 1-6 2-6 |
| 16. | 18 августа 2024  | Барранкилья, Колумбия     | Хард        | Надя Подорошка     | 2-6 6-1 3-6    |
| 17. | 8 сентября 2024  | Гвадалахара, Мексика      | Хард        | Камилла Рахимова   | 3-6 7-6(5) 3-6 |
| 18. | 13 июля 2025     | Ньюпорт, США              | Трава       | Кэти Макнэлли      | 6-2 4-6 2-6    |

### Финалы турнировWTAв парном разряде (8)

#### Победы (4)
| №  | Дата             | Турнир             | Покрытие   | Партнёрша           | Соперницы в финале                  | Счёт                 |
| 1. | 16 сентября 2012 | Квебек, Канада     | Хард (зал) | Кристина Младенович | Алиция Росольская Хезер Уотсон      | 7-6(5) 6-7(6) [10-7] |
| 2. | 17 апреля 2016   | Богота, Колумбия   | Грунт      | Лара Арруабаррена   | Андреа Гамис Габриэла Се            | 6-2 4-6 [10-8]       |
| 3. | 3 марта 2018     | Акапулько, Мексика | Хард       | Хезер Уотсон        | Кейтлин Кристиан Сабрина Сантамария | 7-5 2-6 [10-2]       |
| 4. | 22 сентября 2019 | Сеул, Южная Корея  | Хард       | Лара Арруабаррена   | Хэйли Картер Луиза Стефани          | 7-6(7) 3-6 [10-7]    |

#### Поражения (4)
| №  | Дата            | Турнир              | Покрытие | Партнёрша         | Соперницы в финале                | Счёт    |
| 1. | 26 июля 2009    | Бадгастайн, Австрия | Грунт    | Андреа Петкович   | Андреа Главачкова Луция Градецкая | 2-6 4-6 |
| 2. | 12 октября 2014 | Осака, Япония       | Хард     | Лара Арруабаррена | Сюко Аояма Рената Ворачова        | 1-6 2-6 |
| 3. | 19 июля 2015    | Бостад, Швеция      | Грунт    | Ольга Савчук      | Кики Бертенс Юханна Ларссон       | 5-7 4-6 |
| 4. | 29 апреля 2016  | Рабат, Марокко      | Грунт    | Ралука Олару      | Ксения Кнолль Александра Крунич   | 3-6 0-6 |

### Финалы турнировWTA 125иITFв парном разряде (27)

#### Победы (15)
| №   | Дата            | Турнир               | Покрытие   | Партнёрша            | Соперницы в финале                     | Счёт           |
| 1.  | 11 мая 2003     | Варшава, Польша      | Грунт      | Аннетта Колб         | Барбора Маховска Ивана Платеникова     | 6-3 6-3        |
| 2.  | 3 мая 2009      | Макарска, Хорватия   | Грунт      | Рената Ворачова      | Тереза Гладикова Каролина Косиньская   | 6-4 5-7 [10-6] |
| 3.  | 17 октября 2010 | Жуэ-ле-Тур, Франция  | Хард (зал) | Ирэна Павлович       | Стефани Коэн-Алоро Селима Сфар         | 6-4 5-7 6-1    |
| 4.  | 22 октября 2010 | Сен-Рафаэль, Франция | Хард (зал) | Сандра Клеменшиц     | Эстрелья Кабеса Кандела Лаура Поус Тио | 6-2 6-4        |
| 5.  | 22 апреля 2011  | Тессендерло, Бельгия | Грунт      | Анна-Лена Грёнефельд | Марина Заневская Элина Свитолина       | 7-5 6-3        |
| 6.  | 4 июля 2011     | Торунь, Польша       | Грунт      | Стефани Форетц Гакон | Эдина Галловиц-Холл Андрея Клепач      | 6-2 7-5        |
| 7.  | 7 августа 2011  | Хехинген, Германия   | Грунт      | Сандра Клеменшиц     | Лаура Зигемунд Корина Перкович         | 4-6 6-2 [10-7] |
| 8.  | 25 марта 2012   | Бат, Великобритания  | Хард (зал) | Штефани Фогт         | Жюли Куэн Мелани Саут                  | 6-3 3-6 [10-3] |
| 9.  | 1 июля 2012     | Файхинген, Германия  | Грунт      | Сандра Клеменшиц     | Зузана Лукнарова Ленка Юрикова         | 6-3 6-2        |
| 10. | 21 апреля 2013  | Дотан, США           | Грунт      | Джулия Коэн          | Мария Санчес Ирина Фалькони            | 6-2 7-5        |
| 11. | 15 июня 2014    | Эссен, Германия      | Грунт      | Кристина Барруа      | Исалин Бонавентюре Елица Костова       | 6-2 6-2        |
| 12. | 19 октября 2014 | Макинохара, Япония   | Трава      | Мики Миямура         | Макото Ниномия Мари Танака             | 6-3 6-1        |
| 13. | 26 октября 2014 | Хамамацу, Япония     | Ковёр      | Мики Миямура         | Макото Ниномия Мари Танака             | 5-7 6-2 [10-5] |
| 14. | 7 декабря 2014  | Мерида, Мексика      | Хард       | Рената Сарасуа       | Джан Абаза Сюй Цзеюй                   | 7-6(1) 6-1     |
| 15. | 14 декабря 2014 | Мерида, Мексика      | Хард       | Рената Сарасуа       | Андреа Гамис Валерия Савиных           | 6-4 6-1        |

#### Поражения (12)
| №   | Дата             | Турнир                     | Покрытие    | Партнёрша            | Соперницы в финале                    | Счёт              |
| 1.  | 22 августа 2004  | Вестенде, Бельгия          | Хард        | Жанетта Бейлкова     | Эмма Лайне Вероника Хвойкова          | 4-6 5-7           |
| 2.  | 9 сентября 2006  | Местре, Италия             | Грунт       | Маргалита Чахнашвили | Рената Ворачова Моника Никулеску      | 4-6 6-3 4-64      |
| 3.  | 17 сентября 2010 | София, Болгария            | Грунт       | Сандра Клеменшиц     | Ясмин Вёр Элени Данилиду              | 3-6 4-6           |
| 4.  | 10 октября 2010  | Барнстебл, Великобритания  | Хард (зал)  | Сандра Клеменшиц     | Андреа Главачкова Михаэлла Крайчек    | 6-7(4) 2-6        |
| 5.  | 30 октября 2011  | Барнстебл, Великобритания  | Хард (зал)  | Сандра Клеменшиц     | Ева Бирнерова Энн Кеотавонг           | 5-7 1-6           |
| 6.  | 8 апреля 2012    | Тессендерло, Бельгия       | Грунт (зал) | Штефани Фогт         | Марина Заневская Деми Схюрс           | 4-6 3-6           |
| 7.  | 6 июля 2012      | Бьелла, Италия             | Грунт       | Сандра Клеменшиц     | Ева Грдинова Мервана Югич-Салкич      | 6-1 3-6 [8-10]    |
| 8.  | 28 октября 2012  | Пуатье, Франция            | Хард (зал)  | Стефани Форетц Гакон | Каталина Кастаньо Мервана Югич-Салкич | 4-6 7-5 [4-10]    |
| 9.  | 2 ноября 2014    | Торонто, Канада            | Хард (зал)  | Габриэла Дабровски   | Мария Санчес Тейлор Таунсенд          | 5-7 6-4 [13-15]   |
| 10. | 22 февраля 2015  | Альтенкирхен, Германия     | Ковёр (зал) | Сандра Клеменшиц     | Ана Врлич Антония Лоттнер             | 4-6 6-3 [9-11]    |
| 11. | 29 ноября 2015   | Карлсбад, США              | Хард        | Оксана Калашникова   | Габриэла Се Вероника Сепеде Роиг      | 6-1 4-6 [8-10]    |
| 12. | 5 сентября 2021  | Коллонж-Бельрив, Швейцария | Грунт       | Амандин Эсс          | Амина Аншба Анастасия Гасанова        | 1-6 7-6(6) [8-10] |

### Финалы командных турниров (1)

#### Победы (1)
| №  | Год  | Турнир     | Команда                                     | Соперник в финале                                                               | Счёт в финале |
| 1. | 2024 | United Cup | Германия · На турнире была запасным игроком | Польша · Я. Зелиньский, К. Кава, Д. Михальский, К. Питер, И. Свёнтек, Х. Хуркач | 2-1           |